# درباره مسئله یهود

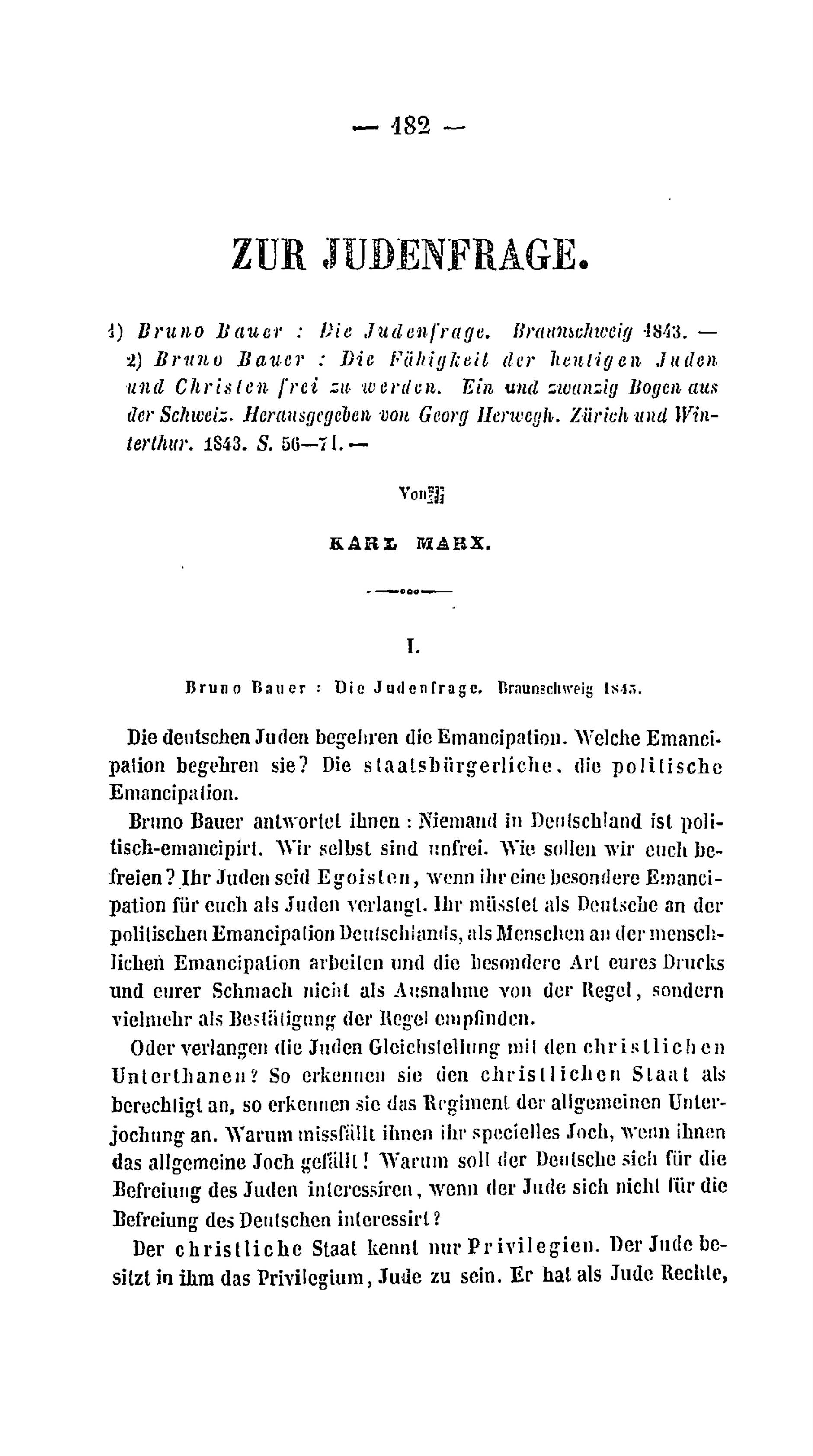
مسیله یهود

دربارهٔ مسئله یهود (به آلمانی: Zur Judenfrage) کتابی است که کارل مارکس در سال ۱۸۴۳ نوشته‌است و برای اولین بار در سال ۱۸۴۴ در پاریس در سالنامه آلمانی فرانسوی منتشر شد. در این کتاب مارکس به نقد آرای برونو باور در کتاب «مسئله یهود» می‌پردازد و شامل اولین تلاش‌های مارکس برای صورت‌بندی نظریه ماتریالیسم تاریخی است.

## محتوا
موضوع اصلی کتاب نقد عقاید برونو باور از هگلی‌های جوان آلمان علیه مبارزه برای آزادی مذهبی یهودیان است. باور معتقد بود که برابری مذهبی برای یهودیان چیزی جز برابری با بردگان نیست. چون آلمانی‌ها را بردگان دولت مسیحی می‌دانست. او این سؤال را مطرح می‌کرد که اگر یهودیان حاضر به پیوستن به مبارزه عمومی در راه رسیدن به دولتی آزاد در آلمان نیستند، چرا آلمانی‌های آزادیخواه باید به آنها در مبارزه برای کسب حقوق مدنی و آزادی‌های مذهبی کمک کنند؟
باور معتقد بود که یهودی‌ها تنها با چشم پوشی از آگاهی مذهبی ویژه خود می‌توانند به رهایی سیاسی دست یابند. باور رهایی سیاسی را محتاج دولتی سکولار می‌دانست و به همین دلیل برای هویت‌های اجتماعی مانند مذهب جایگاهی قائل نبود. به نظر باور برخی مطالبات مذهبی با حقوق انسان در تضاد قرار می‌گرفت و رهایی سیاسی راستین محتاج محو و الغای مذهب بود.
مارکس از نظرات باور به‌عنوان فرصتی برای ارائه تحلیل حقوق آزادی استفاده کرد. او معتقد است که باور در پیش فرض خود مبنی بر اینکه در دولت سکولار، مذهب دیگر نقش برجسته‌ای در زندگی اجتماعی نخواهد داشت اشتباه کرده‌است و در این مورد از مثال فراگیر بودن مذهب در ایالات متحده استفاده می‌کند درحالی‌که برخلاف پروس دولتی مذهبی ندارد. حذف صفات مذهبی یا مالکیت شهروندان به معنای از بین رفتن مذهب یا مالکیت نیست بلکه تنها منجر به انتزاع افراد از آنها می‌شود. در این نوشته مارکس فراتر از مسئله آزادی مذهب به سمت دلمشغولی مهم‌تر خود یعنی رهایی سیاسی حرکت می‌کند. مارکس از بحث‌های خود نتیجه می‌گیرد در دولتی سکولار در همان زمان که افراد می‌توانند از نظر معنوی یا سیاسی آزاد باشند در عین حال ممکن است هنوز درگیر محدودیت‌های ناشی از نابرابری‌های اقتصادی باشند. این نتیجه‌گیری مارکس فرضی اساسی است که بعدها پایه و مبنایی برای نقدهای او بر سرمایه‌داری می‌شود.

## ترجمه به فارسی
دربارۀ مسئلۀ یهود به زبان فارسی ترجمه شده و با مشخصات زیر به چاپ رسیده‌است.
- مارکس، کارل. دربارۀ مسئلۀ یهود، ترجمۀ مرتضی محیط، ویراستاران محسن حکیمی و حسن مرتضوی، تهران: نشر اختران، ۱۳۸۱.
- مارکس، کارل. دربارۀ مسئلۀ یهود، ترجمۀ ع.افق.
- مارکس، کارل. دربارۀ مسئلۀ یهود، ترجمۀ مرتضی محیط، ویراستار کامران نیری، انتشارات سنبله، ۱۳۸۰.